# Italien ved sommer-OL 1928
Italien deltager i Sommer-OL 1928 i Amsterdam. 174 sportsudøvere, 156 mænd og 18 kvinder fra Italien deltog i femten sportsgrene under Sommer-OL 1928 i Amsterdam. Italien kom på en femteplads med syv guld-, fem sølv- og syv bronzemedaljer. Vægtløfteren Carlo Galimberti var Italiens flagbærer under åbningsceremonien.

## Medaljer
| 1928 Amsterdam | Guld | Sølv | Bronze | Total |
| Italien        | 7    | 5    | 7      | 19    |

### Medaljevindere
| Italien under OL 1928 i Amsterdam | Italien under OL 1928 i Amsterdam | Italien under OL 1928 i Amsterdam | Italien under OL 1928 i Amsterdam |
| Medaljer                          | Udøver | Sport                             | Øvelse                            |
| --------------------------------- | --- | --------------------------------- | --------------------------------- |
| Guld                              | Carlo Orlandi | Boksning                          | Letvægt                           |
| Guld                              | Vittorio Tamagnini | Boksning                          | Bantamvægt                        |
| Guld                              | Piero Toscani | Boksning                          | Mellemvægt                        |
| Guld                              | Giulio Basletta Marcello Bertinetti Giancarlo Cornaggia-Medici Carlo Agostoni Renzo Minoli Franco Riccardi | Fægtning                          | Kårde, holdkonkurrence            |
| Guld                              | Ugo Pignotti Giulio Gaudini Giorgio Pessina Gioacchino Guaragna Oreste Puliti Giorgio Chiavacci | Fægtning                          | Fleuret, holdkonkurrence          |
| Guld                              | Luigi Tasselli Marco Cattaneo Cesare Facciani Mario Lusiani | Cykling                           | 4.000 m                           |
| Guld                              | Valerio Perentin Giliante D'Este Nicolò Vittori Giovanni Delise Renato Petronio | Roning                            | Fire med styrmand                 |
| Sølv                              | Romeo Neri | Gymnastik                         |                                   |
| Sølv                              | Bino Bini Oreste Puliti Giulio Sarrocchi Renato Anselmi Emilio Salafia Gustavo Marzi | Fægtning                          | Sabel, holdkonkurrence            |
| Sølv                              | Bianca Ambrosetti Lavinia Gianoni Luigina Giavotti Virginia Giorgi Germana Malabarba Clara Marangoni Luigina Perversi Diana Pizzavini Luisa Tanzini Carolina Tronconi Ines Vercesi Rita Vittadini | Gymnastik                         | Hold, damer                       |
| Sølv                              | Pierino Gabetti | Vægtløftning                      | Fjervægt                          |
| Sølv                              | Carlo Galimberti | Vægtløftning                      | Mellemvægt                        |
| Bronze                            | Bino Bini | Fægtning                          | Sabel, mænd                       |
| Bronze                            | Carlo Cavagnoli | Boksning                          | Fluevægt                          |
| Bronze                            | Giulio Gaudini | Fægtning                          | Fleuret, mænd                     |
| Bronze                            | Giovanni Gozzi | Brydning                          | Græsk-romersk stil, bantamvægt    |
| Bronze                            | Gerolamo Quaglia | Brydning                          | Græsk-romersk stil, fjervægt      |
| Bronze                            | Cesare Rossi Pietro Freschi Umberto Bonadè Paolo Gennari | Roning                            | Fire uden styrmand                |
| Bronze                            | Elvio Banchero Virgilio Felice Levrato Piero Pastore Gino Rossetti Attilio Ferraris Enrico Rivolta Felice Gasperi Alfredo Pitto Pietro Genovesi Antonio Janni Fulvio Bernardini Silvio Pietroboni Delfo Bellini Umberto Caligaris Virginio Rosetta Gianpiero Combi Giovanni De Prà Adolfo Baloncieri Mario Magnozzi Angelo Schiavio Valentino Degani | Fodbold                           | Fodbold, mænd                     |